# Stanisław Jakub Wójcik
Stanisław Jakub Wójcik (ur. 26 lipca 1947 w Warszawie) – polski polityk, urzędnik samorządowy, poseł na Sejm II kadencji.

## Życiorys
Ukończył policealne studium zawodowe w Sochaczewie. Był posłem II kadencji, wybranym w okręgu Warszawa z listy ogólnopolskiej Polskiego Stronnictwa Ludowego. Od końca lat 90. zatrudniony w urzędzie marszałkowskim województwa mazowieckiego. Został przewodniczącym warszawskich struktur PSL. Od 1997 kilkakrotnie bez powodzenia kandydował do parlamentu.